# Кориополис
Кориополис (грч. Κοριόπολις) је име дато од стране грчих медија за скандал намјештања утакмица у грчком фудбалу, које је у јавности изашло 2011. године. Истрага је обухватала илегално клађење, превару, изнуђивање и прање новца.
Име Кориполис је такође име италијанског скандала Калчополи из 2006.

## Историја
Истрага о намјештању утакмица је покренута након што је УЕФА, владајуће тијело европског фудбала, објавила извјештај у коме се наводи да је најмање 40 утакмица у Грчкој у сезони 2009/10 намјештено. Међу 68 осумњичених, на списку који су грчке власти објавиле 24. јуна 2011, нашли су се предсједник и власник Олимпијакоса — Евангелос Маринакис (који никада није оптужен), фудбалер Олимпијакоса — Аврам Пападопулос, као и бројни други званичници клубова, фудбалери, судије и шеф полиције. Детаљи су објављени на 130 страница, а копија је објављена у Асосијетед Пресу (енгл. Associated Press). Садржали су бројне транскрипте снимљених телефонскиф разговора, испуњених вулгарностима и пријетњама физичког насиља, између корупмираних тимских званичника, који су одлучивали резултате утакмица, користећи играче и судије.
Међу 68 осумњичених били су такође Томас Митропулос, (бивши члан одбора Олимпијакоса и предсједник Егалеа), Јоанис Компотис (власник Левадијакоса), Гјоргос Боровилос (предсједник Астераса), као и судије Гјакос, Калупулос, Трифонас, Ђанис Спатас и многи други. Гјоргос Никитијадис, министар културе у влади Грчке, описао је истрагу као "најмрачнију страницу у историји грчког фудбала", истакавши да ће истрага ићи дубоко колико је потребно.

## Казне за клубове
На дан 28. јула 2011 објављено је да ће Олимпијакос Волос и Кавала бити избачени у Другу лигу, док су њихови предсједници, Ахилеас Беос и Макис Псомијадис, добили доживотну забрану учешћа у било каквој фудбалској активности. Оба клуба су уложила жалбу на одлуку. На дан 10. августа 2011, фудбалски савез Грчке донио је на суду одлуку да оба тима остану у лиги, али да сезону 2011/12 почну са негативним бодовима: Олимпијакос Волос -10, Кавала -8.
Следећег дана, 11. августа 2011, УЕФА је избацила Олимпијакос Волос из квалификација за Лигу Европе, због умијешаности у намјештање; Олимпијакос Волос је у тренутку требало да наступи у плеј оф фази квалификација за Лигу Европе. У плеј офу замијенио га је Диферданж 03, кога је Олимпијакос елиминисао у трећем колу квалификација са два пута по 3:0.
На дан 23. августа 2011, Олимпијакос Волос и Кавала нису добили лиценцу за такмичење у Суперлиги за сезону 2011/12 и избачени су у Четврту лигу (Делта Етники), због намјештања утакмица. У фебруару 2012, Суперлига Грчке је у договору са фудбалским савезом Грчке, смијенила два фудбалска тужиоца (Факос и Антонакис) и замијенила их са другим (Петропулос и Карас). Истрага око намјештања је затворена и никада више није отворена. У септембру 2012, фудбалски савез Грчке одлучио је да врати Олимпијакос Волос и Кавалу у Другу лигу, због проширења лиге.

## Судски процес
Прво суђење одржано је 2013 године, на којем су осуђени Макис Псомијадис и Томас Митропулос.
Године 2015, Маринаис је ослобођен свих оптужби од стране тужиоца Панагјотиса Пулиоса, и три члана савјета судија и одлука је била коначна. Након што је тужилац предложио казну, објављено да ће бити суђено још многима: фудбалерима Авраму Пападопулосу, Костасу Мендриносу, званичницима Ахилесу Беосу, Јоанису Комботису (власник Левадијакоса), Димитрису Целепису (предсједник Пантракикоса), Гјоргосу Боровилосу (предсједник Астераса), Михалису Кунтурису (предсједник аматерског тима Олимпијакоса и члан управног одбора Олимпијакоса) и многим другима.
У септембру 2015, нови разговор снимљен од стране нациионалне службе објављен је у јавност, у коме бивши члан управе Олимпијакоса Емилиос Коцонис (који је оптужен у случају брода који је возио двије тоне хероина; ухваћен од стране грчких власти, уз помоћ Управе за сузбијање дроге САД-а) тражи од судије који води тај случај (Ђанис Циблакис) састанак са Евангелосом Маринакисом. Информација о понашању Циблакиса прослијеђена је тужиоцима на дисциплинско испитивање.
На дан 18. марта 2016, предсједник Панатинаикоса Ђанис Алафузос, тужио је Маринакиса и судије Циблакиса и Пулиоса за случај Кориополис.